# Ceremóniamester
A ceremóniamester (rövidített nevén CM), egy esemény levezetéséért, a hangulat fenntartásáért és a programok gördülékeny lebonyolításáért felelős személy. Leggyakrabban esküvőkön, céges rendezvényeken, születésnapokon és egyéb nagyobb társas eseményeken találkozhatunk velük. A ceremóniamester feladatai közé tartozik az esemény koordinálása, a vendégek szórakoztatása és a program zökkenőmentes levezetése.

## Története
A kifejezés eredete az 5. századi katolikus egyházban található meg legkorábban, ahol a ceremóniamester a pápai udvar tisztviselője volt, aki a pápát és a szent liturgiát érintő bonyolult szertartások megfelelő és zökkenőmentes lebonyolításáért felelt. A modern ceremóniamester fogalma azonban leginkább a 19. század végén és a 20. század elején alakult ki, különösen a társasági események és esküvők elterjedésével.

## Különbség vőfély és ceremóniamester között[2]
A vőfély és a ceremóniamester közötti különbség elsősorban a hagyományokban és a szerepkörök jellegében rejlik.
A vőfély egy hagyományos, magyar esküvői szereplő, aki gyakran népies rigmusokkal, tréfás versekkel szórakoztatja a vendégeket, és vezeti a lakodalmat. Feladatai közé tartozik a menyasszony kikérése, a lakodalom rendjének fenntartása és a különböző lakodalmi események (például menyasszonytánc, menyecsketánc) és hagyományos esküvői játékok lebonyolítása. Megjelenésére jellemző a hosszúszárú csizma, a bő fehér ing, a kalap és az úgynevezett vőfélybot.
Ezzel szemben a ceremóniamester modernebb megközelítést képvisel, professzionális módon irányítja az eseményeket. A ceremóniamester feladatai közé tartozik a menetrend összeállítása, az esemény levezetése, a programok összehangolása és a vendégek szórakoztatása elegáns, visszafogott, de humoros formában. Megjelenését tekintve elsősorban inget és öltönyt visel.

## A ceremóniamester feladatai[3]
- Az esemény előzetes megtervezése és koordinálása (a forgatókönyv összeállítása)
- A vendégek érkezésének fogadása és irányítása
- A programok időbeni levezetése
- Szórakoztató és interaktív esküvői játékok[4] vezetése
- Kommunikáció a szolgáltatókkal (például zenekar, esküvői Dj, fotós, videós, catering)

## Szükséges készségek
A ceremóniamesternek számos készséggel kell rendelkeznie, hogy hatékonyan tudja ellátni a feladatait. Ezek közé tartozik:
- Esküvői tapasztalat
- Kiváló kommunikációs készségek – akár több nyelven
- Jó szervezőképesség
- Rugalmasság és problémamegoldó képesség
- Humorérzék és kreativitás
- Empátia és jó kapcsolatteremtő készség

## Ceremóniamester az esküvőkön
Esküvőkön a ceremóniamester kiemelt szerepet játszik, mivel ő a felelős azért, hogy a nagy nap minden pillanata gördülékenyen menjen. Ő tartja a kapcsolatot a párral, a vendégekkel és a szolgáltatókkal, biztosítva, hogy mindenki tudja, mi következik, és hogy a programok időben kezdődjenek és végződjenek. Ő felelős az esküvői játékok megszervezéséért és levezetéséért is. Segíts irányítani a többi szolgáltatót annak érdekében, hogy mindenki pontosan tudja, hogy mikor-milyen esemény következik.